# ليم سون سنغ
ليم سون سنغ (بالإنجليزية: Lim Soon Seng)‏ هو لاعب كرة قدم سنغافوري في مركز الدفاع، ولد في 2 ديسمبر 1976 في سنغافورة. شارك مع منتخب سنغافورة لكرة القدم. أما مع النوادي، فقد لعب مع تانجونغ باغار يونايتد ونادي تامبينس روفرز.